# Rue André-Lefebvre
La rue André-Lefebvre est une voie du 15e arrondissement de Paris, en France.

## Situation et accès
La rue André-Lefebvre est une voie publique située dans le 15e arrondissement de Paris. Elle débute au 32, rue des Cévennes et se termine au 39, rue Balard.

## Origine du nom

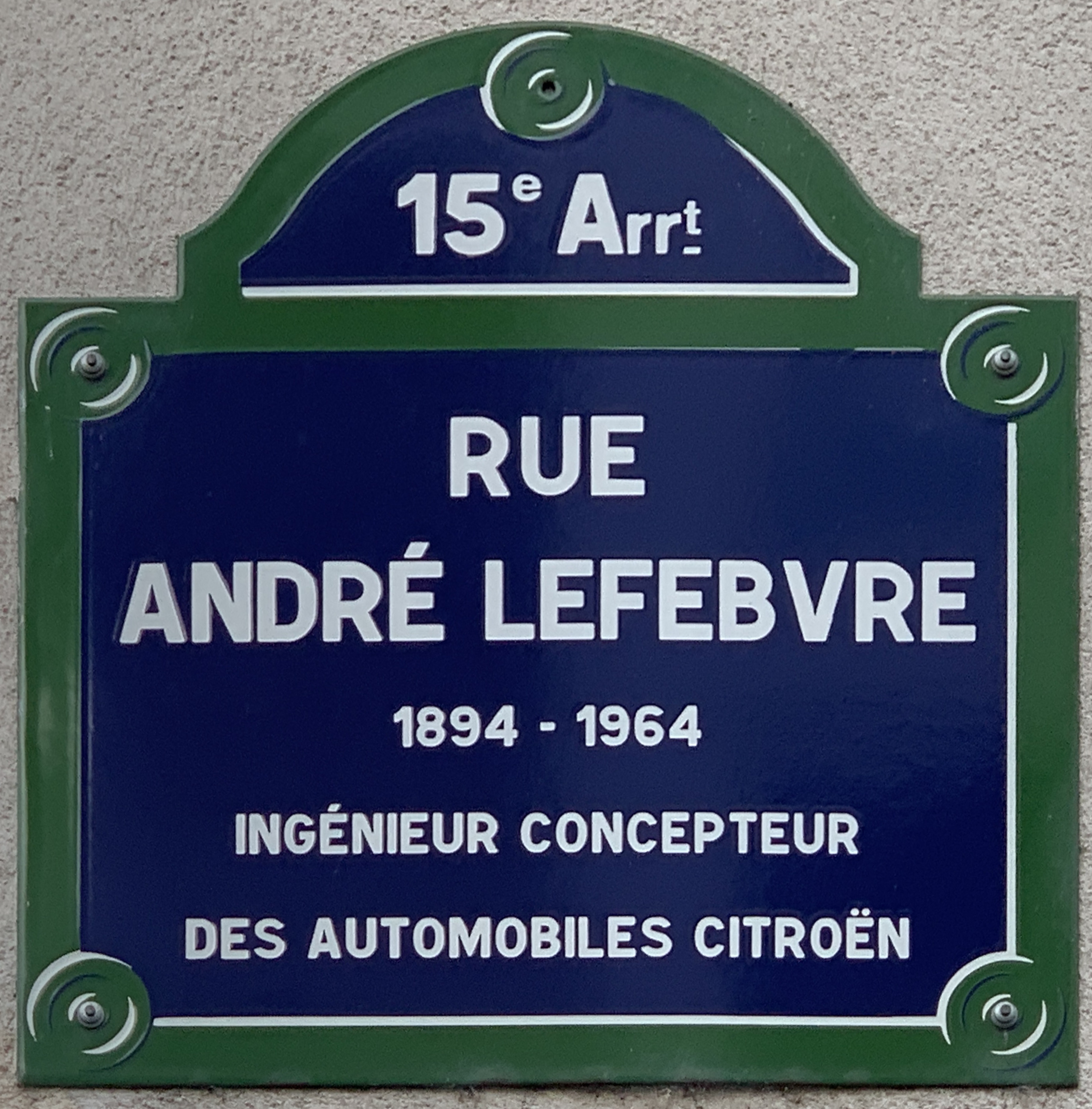
Plaque de la rue.

Elle porte le nom d'André Lefebvre (1894-1964), ingénieur dans le domaine de l'automobile.

## Historique
Cette voie, créée dans le cadre de l'aménagement de la ZAC Citroën-Cévennes, avait été provisoirement dénommée « AS/15 ». Elle prend son nom actuel le 21 novembre 1990.